# Bob Martin (Golfspieler)
Robert Martin (* ca. 1853 in Cupar, Schottland; † 9. März 1917 in Strathkinness, Schottland) war ein schottischer Golfspieler aus St Andrews. Er wurde 1875 Zweiter bei der Open Championship in Prestwick und gewann die Open Championship in St Andrews 1876 und 1885.

## Golf-Karriere
Bob Martin begann als Caddie von Jamie Anderson. Später nahm er häufiger an der Open Championship teil. Insgesamt erreichte er zehn Top-10-Platzierungen, darunter Siege bei den Open Championship-Turnieren 1876 und 1885.
Seinen Lebensunterhalt verdiente er später als Golfschlägerbauer in der Werkstatt von Old Tom Morris.

## Tod
Er starb am 9. März 1917 in Strathkinness, Schottland, an Tuberkulose.